# Ophiomorus latastii
Ophiomorus latastii är en ödleart som beskrevs av  Günther 1864. Ophiomorus latastii ingår i släktet Ophiomorus och familjen skinkar. IUCN kategoriserar arten globalt som otillräckligt studerad. Inga underarter finns listade i Catalogue of Life.